# Max van der Wissel
Max van der Wissel (Epe, 27 februari 1906 - Haren, 22 maart 1999) was een Nederlands graficus, kunstschilder en tekenaar.

## Leven en werk
Van der Wissel studeerde in de jaren twintig van de twintigste eeuw aan de Academie Minerva onder A.W. Kort. Hij was als docent verbonden aan de Academie Minerva waarvan hij op latere leeftijd directeur werd. Van der Wissel stond bekend om zijn landschappen en portretten en maakte daarnaast ex-librissen. Hij behoorde tot de tweede generatie Ploeg-schilders. Hij overleed op 87-jarige leeftijd.